# Garegin Chaschak

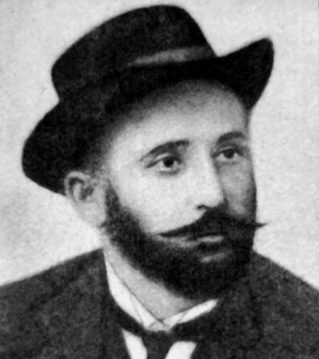
Khajag in seiner Jugend

Garegin Chaschak, auch Garegin Chakalian (armenisch Գարեգին Խաժակ (Չաքալյան); * 6. Oktober 1867 in Alexandropol, Russisches Reich; † Juni 1915 in Diyarbakır, Osmanisches Reich) war ein armenischer Journalist, Schriftsteller, Lehrer und politischer Aktivist. Als Mitglied der Armenischen Revolutionären Föderation reiste Chaschak durch die Welt, um für die armenische Revolutionsbewegung Unterstützung zu gewinnen. In seinem Leben wurde Chaschak viermal inhaftiert. Er wurde Rektor an verschiedenen armenischen Schulen. 1915 wurde Chaschak in Istanbul festgenommen und im Zuge des Völkermords an den Armeniern umgebracht.

## Leben
Garegin Chaschak wurde 1867 in Alexandropol (heute Gjumri, Armenien) im damaligen Russischen Reich geboren. Er wurde Çakaloğlu (türkisch Sohn eines Schakals) genannt, was später zu Chaschak verballhornt wurde. 1883 setzte er  nach der Grundschulbildung in seinem Geburtsort seine höhere Bildung am Gevorkian-Seminar fort. Nachdem er 1886 das Seminar absolviert hatte, wurde Chaschak Lehrer und unterrichtete für sieben Jahre an Pfarrschulen in Baku, Akulis und Gjandscha. Während seiner Zeit in Baku trat Chaschak der Armenischen Revolutionären Föderation (ARF) bei. Danach ging Chaschak nach Genf, wo er an der Universität Sozialwissenschaften studierte. Dort begann er, für die Zeitung Troshag zu schreiben, das Parteiorgan der ARF.
Kurz nach seiner Graduierung 1898 wurde Chaschak von der Troshag-Redaktion auf den Balkan gesandt, dann nach Alexandrien. Nachdem er ein Jahr in Alexandrien gewesen war, ging er für sechs Monate nach Izmir und schließlich nach Istanbul, wo er zwei Jahre blieb.
Garegin Chaschak wurde wegen seiner revolutionären Aktivität acht Monate inhaftiert und wurde dann in den Kaukasus exiliert, wo er seine Arbeit als Lehrer fortsetzte. Er war zwei Jahre lang Direktor der armenischen Schule in Schuschi. Nach seiner Heirat siedelte sich Chaschak 1903 in Tiflis an und wurde einer der Herausgeber der armenischen Zeitung Mschak. Zeitgleich unterrichtete er an der Nersisjan-Schule. 1906 war er einer der Gründungsredakteure der Zeitung Haratsch und arbeitete auf Seiten von Avedis Aharonian und Yeghisheh Topjian.
Im Jahre 1908 wurde er festgenommen und sechs Monate inhaftiert. Nachdem er freigelassen wurde, wurde Chaschak nach neun Monaten erneut festgenommen.
Nachdem er 1912 aus dem Gefängnis entlassen worden war, kehrte Chaschak nach Istanbul zurück, wo er für die Zeitung Azadamard arbeitete und zugleich Direktor einer armenischen Schule im Bezirk Samatya war.

## Ermordung
Garegin Chaschak war einer der armenischen Intellektuellen, die im Zuge des Völkermordes an den Armeniern deportiert wurden. In der Nacht zum 24. April 1915 wurde Chaschak festgenommen und in Istanbul inhaftiert, von wo er per Zug nach Ayaş gesandt wurde, einem Ort in den Innenprovinzen des Osmanischen Reiches. Von Ayaş wurde Chaschak zusammen mit Rupen Zartarian, Sarkis Minassian, Chatschatur Malumian, Harutiun Jangülian und Nazaret Daghavarian am 2. Juni 1915 nach Diyarbakır transferiert. Eigentlich sollten sie vor einem Militärgericht in Diyarbakır erscheinen. Dabei wurde Chaschak zusammen mit den anderen Intellektuellen auf halber Strecke zwischen Urfa und Siverek in der Ortschaft Karacaören umgebracht. Der Mordbefehl wurde von Hauptmann Şevket erteilt und von Hacı Onbaşı (Tellal Hekimoğlu) durchgeführt, dem örtlichen Cete-Chef der Spezialorganisation.